# Ballangen

Wappen der Kommune Ballangen

Ballangen ist ein Ort und eine ehemalige norwegische Kommune im Fylke Nordland. Das Zentrum der ehemaligen Kommune war der gleichnamige Ort Ballangen etwa 40 Kilometer ostsüdöstlich von Narvik gelegen. Im Zuge der Kommunalreform in Norwegen wurden Ballangen und der nordöstliche Teil von Tysfjord zum 1. Januar 2020 mit Narvik zusammengelegt.
Die Kommune erstreckte sich vom Ofotfjord bis zur schwedischen Grenze und hatte eine Gesamtfläche von 930,77 km². Die Anzahl der Einwohner beträgt etwa 2470 Personen (Stand: 1. Januar 2019). Die Kommunennummer war 1854.

## Bergbau
Die Kommune war geprägt durch Bergwerksaktivitäten. Begonnen haben diese Aktivitäten im 16. Jahrhundert mit dem Abbau von Kupfer. Die Aktivitäten dauerten aber nur wenige Jahre. Dies war der erste Versuch, Bergbau in Nordnorwegen zu betreiben.
Die wichtigste Bergbauzeit begann 1911 und dauerte bis zur Schließung der Gruben 1964. Es wurde Schwefelkies und Kupfererz abgebaut. Es waren bis zu 350 Menschen im Bergbau beschäftigt. Der Abbau erfolgte bis in eine Tiefe von 450 Metern.

## Sehenswürdigkeiten

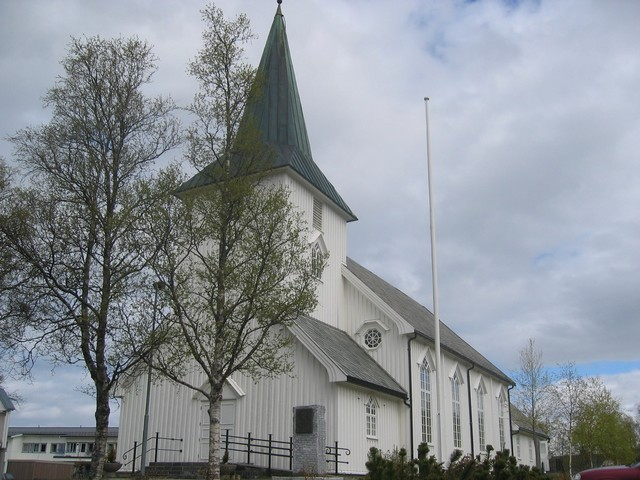
Kirche in Ballangen

- Himmel på jord (dt. „Himmel auf Erden“) – Granitskulpturen in Form eines Tores und Kugeln.
- Ballangen Museum – Das Museum hat einen Schwerpunkt auf den Bergwerksaktivitäten und zusätzlich auf alte Gegenstände für Landwirtschaft, Fischfang, Schule und Kulturleben.

## Persönlichkeiten
- Matz Sandman (* 1948), Politiker
- Anni-Frid Lyngstad (* 1945) im Ortsteil Bjørkåsen, Sängerin